# Pan Čchao

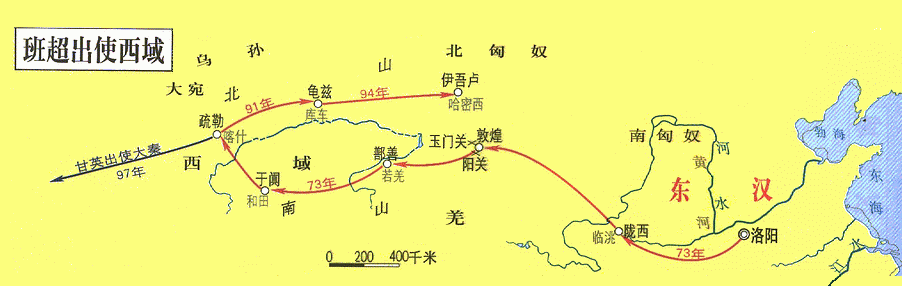
Mapa se zakreslenými tažením Pan Čchaoa (červeně), a cestou Kan Jinga (modře).

Pan Čchao (čínsky pchin-jinem Bān Chāo, znaky 班超; 33 Sien-jang – 102 Luo-jang) byl čínský vojevůdce, dobyvatel a cestovatel, který několik desítek let jménem říše Chan ovládal „Západní kraj“ (oblast Tarimské pánve).

## Život

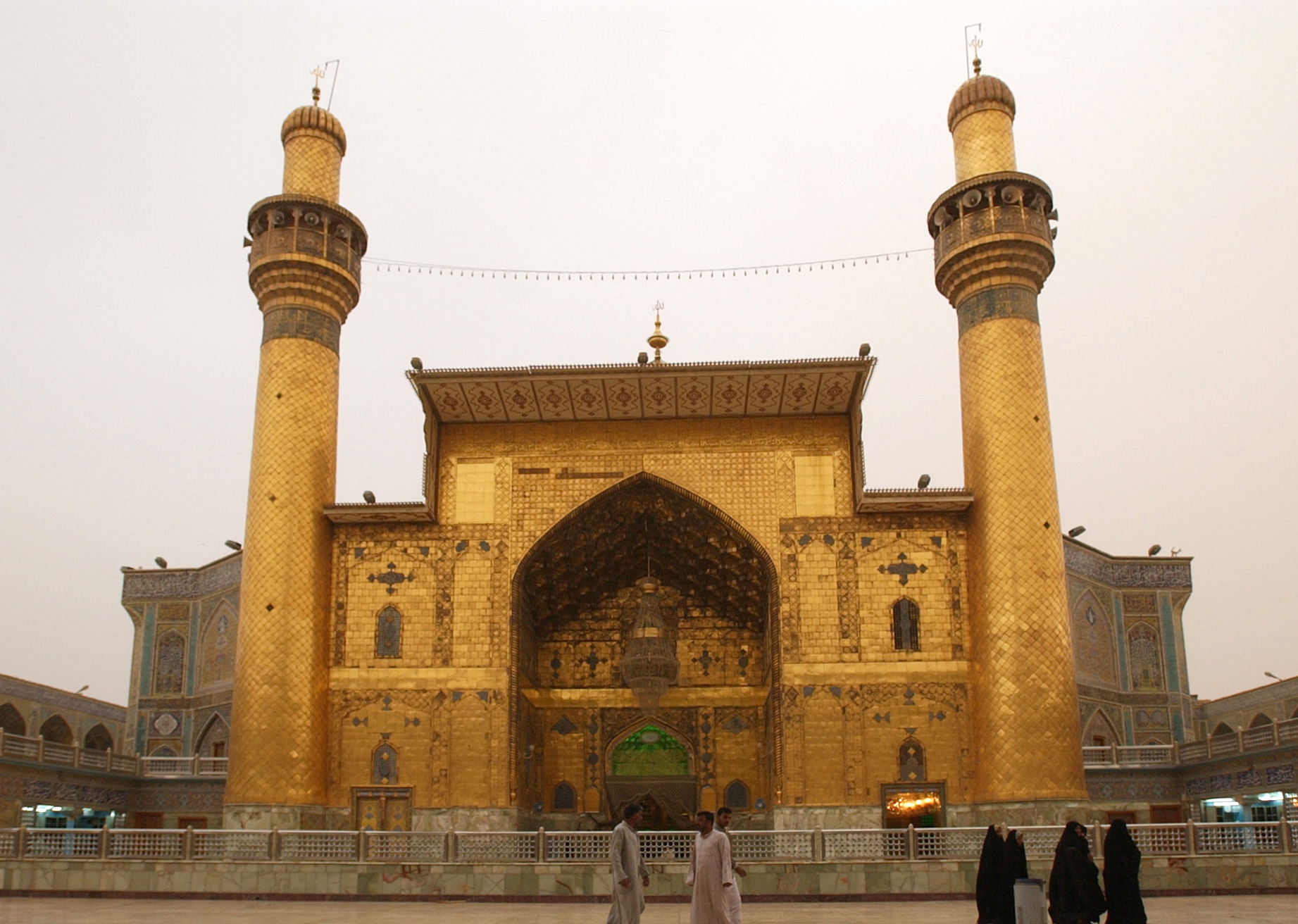
Chrám v Nadžafu, nejzápadnějším městě, kterého dosáhl Pan Čchaoův vyslanec Kan Jing.

Pan Čchao byl synem historika Pan Piaoa a bratrem historika a básníka Pan Kua. Sloužil v armádě, roku 73 byl vyslán v čele vojska říše Chan do „Západního kraje“ (Tarimská pánev na západě Číny), kterým procházela Hedvábná stezka. Porazil a z oblasti vytlačil Siungnuy a ovládl Loulan, Chotan, Kašgar a další města regionu. V Západním kraji strávil s přestávkami jednatřicet let, krátce po návratu do Číny zemřel.
V roce 97 poslal svého podřízeného Kan Jinga navázat spojení s římskou říší. Kanovi se podařilo dojít pouze do Mezopotámie, kde byl od další cesty odrazen, pravděpodobně Parthové chtěli zabránit spojení čínské říše s římskou říší. Kan Jing je prvním známým Číňanem, který se dostal na Blízký východ po hedvábné stezce. Později putoval do Chotanu, Kašgaru, Baktrie a přes Střední Asii došel ke Kaspickému moři. Nejdále na západě byl zřejmě poblíž dnešního Nadžafu v Iráku.